# Башня Хыдырлык
 Башня Хыдырлык  (тур.  Hıdırlık Kulesi) в Анталье — римское сооружение, датируемое II веком н. э. Башня, возведенная в южной части бухты Антальи, вероятно, играла роль маяка или выполняла оборонительные функции. Массивный барабан расположен на квадратном основании, построенном, вероятно, в эллинистический период. Общая высота сооружения — 13,5 метров. 
Вход осуществлялся через дверь в восточном фасаде. Из небольшого зала по узкой лестнице можно попасть на верхний этаж. Согласно дошедшим до нас описаниям, прежде башня имела остроконечную крышу, которая, возможно, была снесена во времена Византийской империи. В связи с тем, что внутри башни находится огромная квадратная каменная глыба, некоторые историки полагают, что башня могла быть и гробницей.
Расположена башня Хыдырлык в юго-восточной окраине квартала Калеичи на границе парка Караалиоглу.

## Галерея

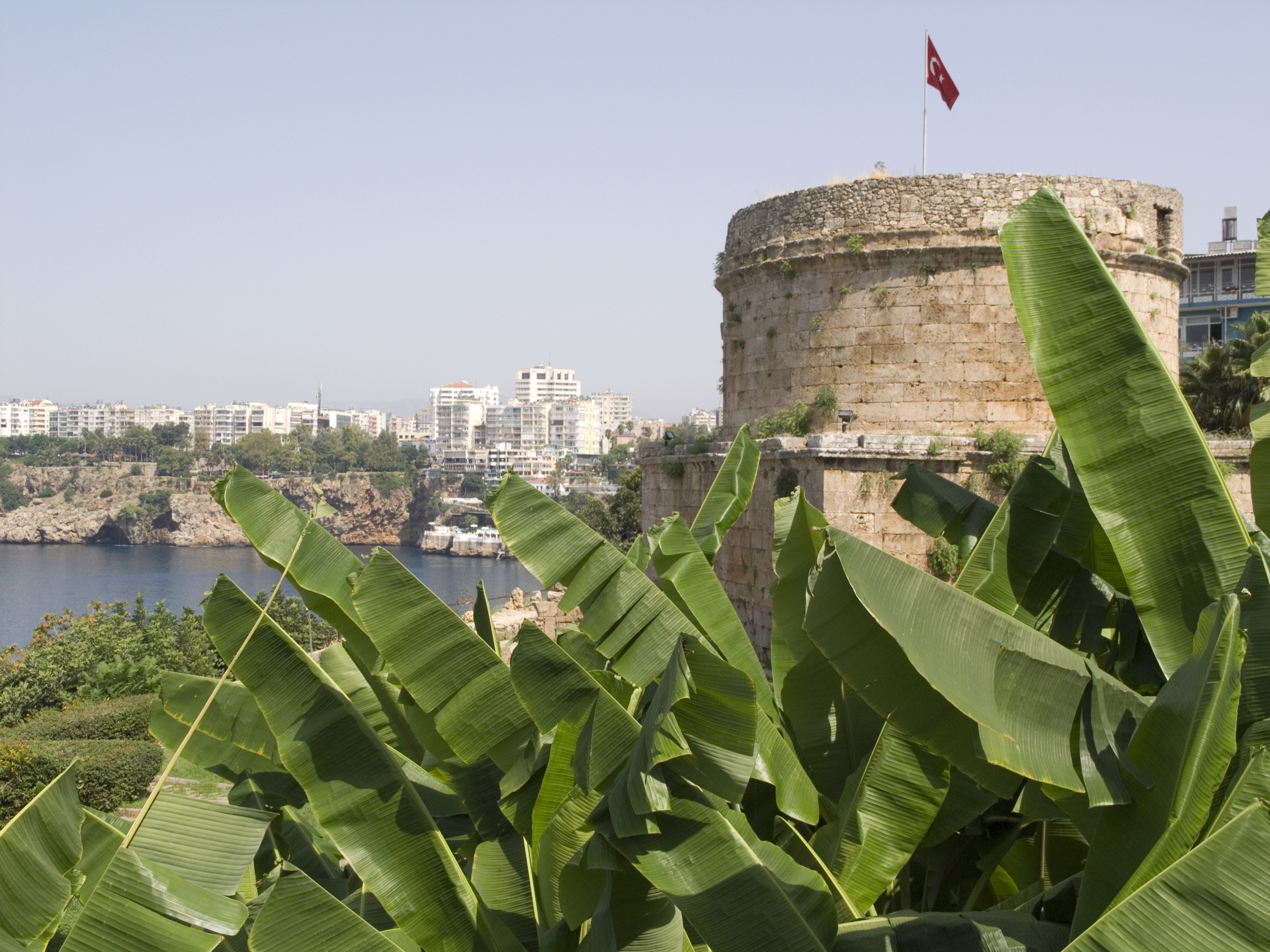
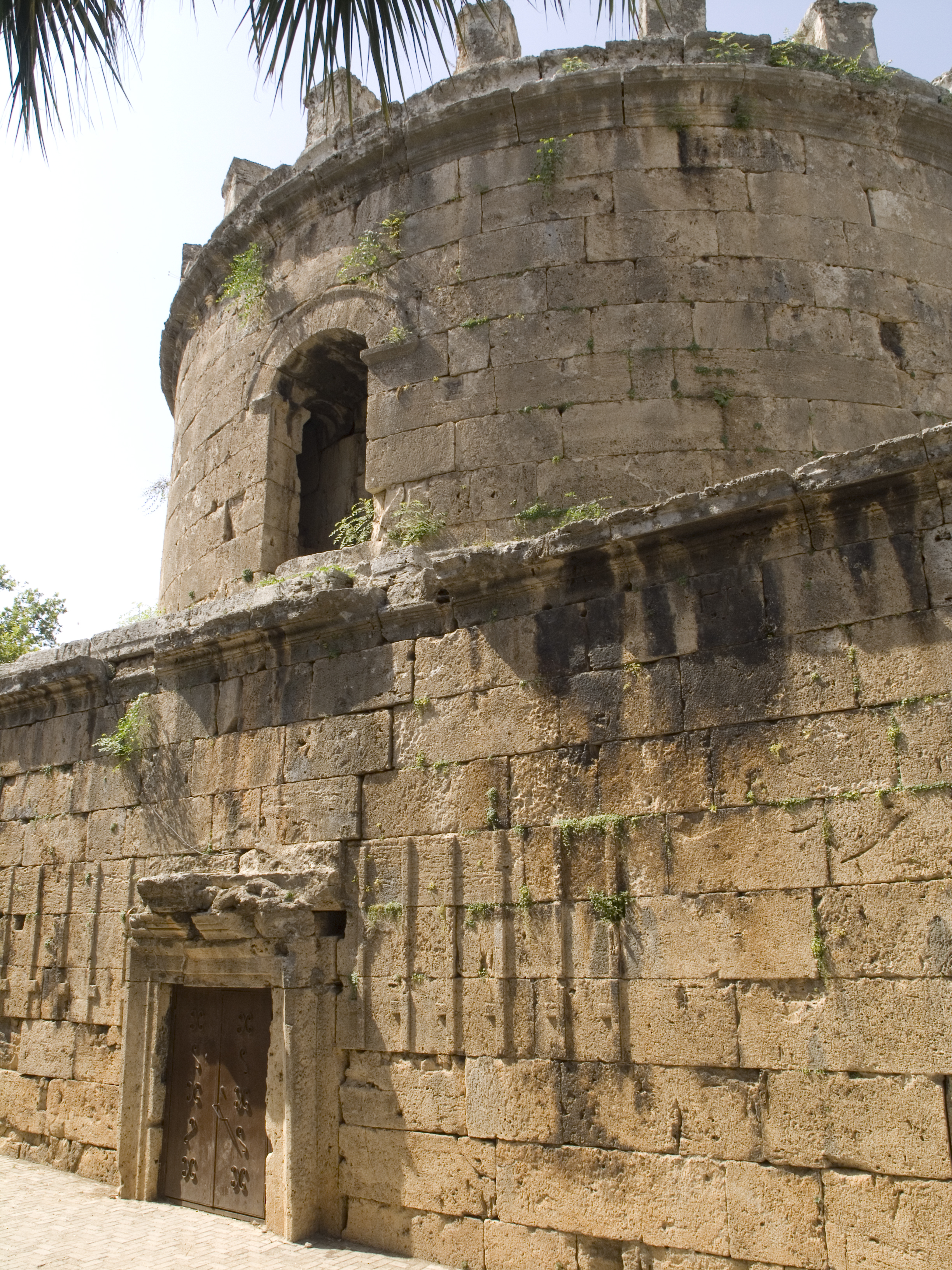
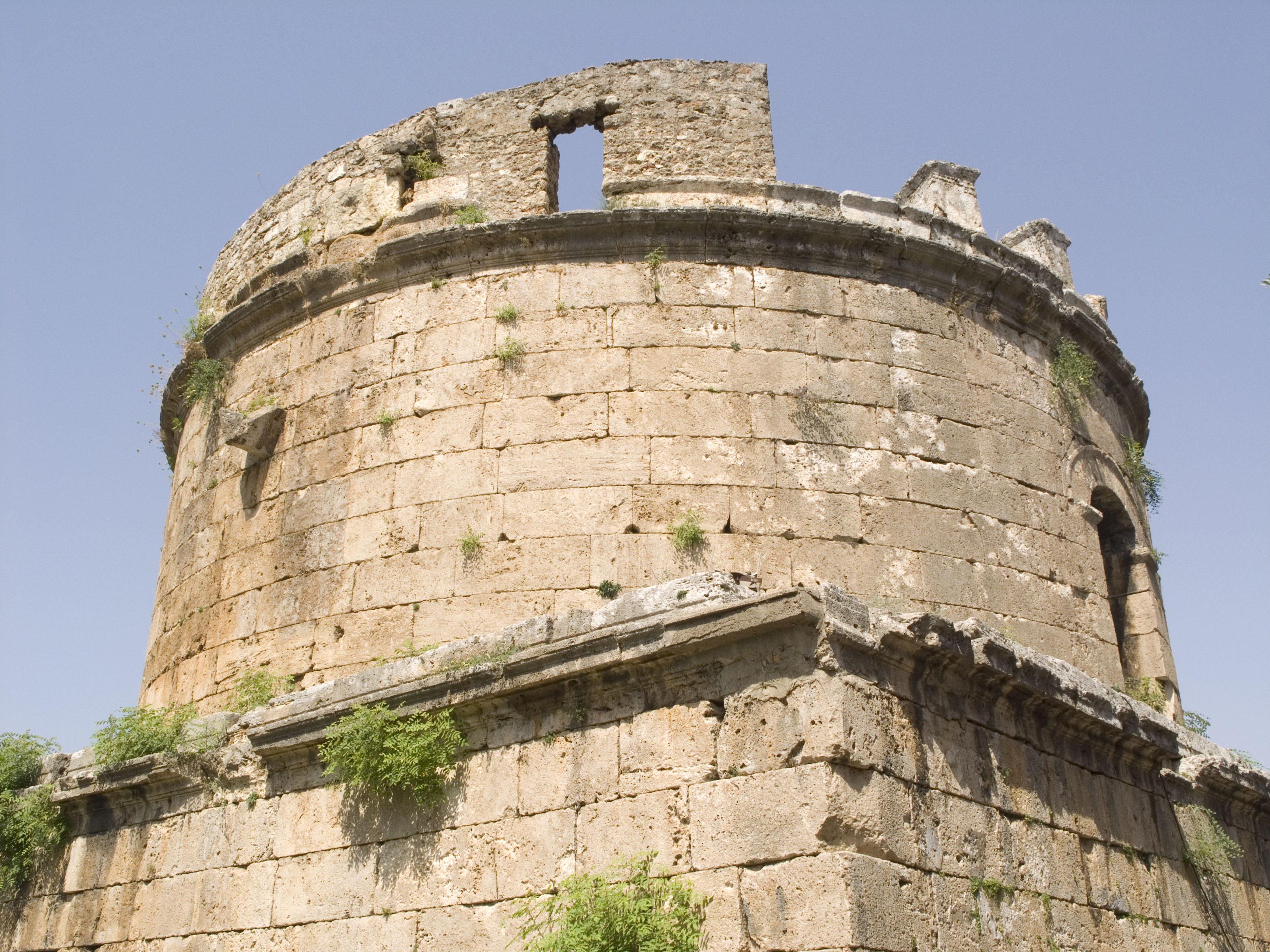
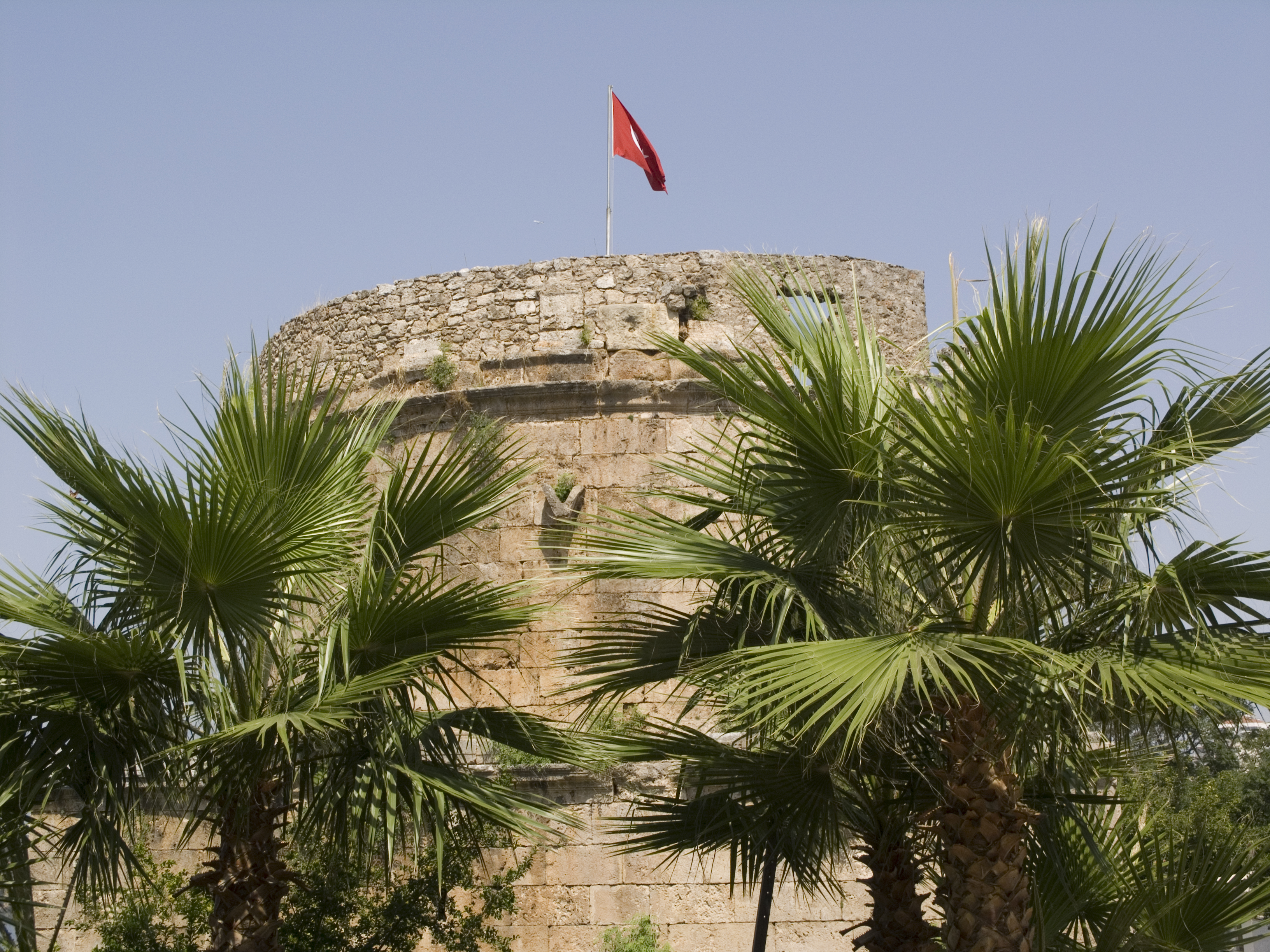